# 앙드레 비요고 포코
앙드레 이방 비요고 포코(프랑스어: André Ivan Biyogo Poko, 1993년 1월 1일 ~ )는 크로아티아 프르바 HNL 클럽 이스트라 1961와 가봉 국가대표팀에서 미드필더로 뛰고 있는 가봉의 프로 축구 선수이다. 그는 카메룬에서 열린 2021년 아프리카 네이션스컵 토너먼트에서 가봉 국가대표팀의 일원이었다.

## 구단 경력
2011년 8월 31일, 포코는 프랑스 리그 1의 보르도와 3년 계약을 맺었다.
2022년 7월 28일, 포코는 사우디 프로페셔널리그의 알칼리지와 1년 계약을 맺었다.

## 국가대표팀 경력
포코는 2010년 8월 11일 알제리와의 친선 경기에서 가봉 국가대표팀 데뷔 전을 치렀고, 가봉이 2대 1로 승리하여 총 75경기에서 3골을 기록했다.
2011년 아프리카 U-23 챔피언십에서 그는 세네갈과의 준결승전에서 유일한 골을 넣었고, 세네갈은 이 골로 가봉의 팀에게 이 대회의 결승전 진출권을 주었다. 가봉은 대회 본국인 모로코를 상대로 마지막 2골 대 1로 이겼다.
포코는 2012년 아프리카 네이션스컵에 자국 대표로 출전했는데, 이 대회를 개최한 가봉은 8강에 진출했다.